# Mamut meridional
El mamut meridional fou la primera espècie de mamut a abandonar Àfrica per arribar a Euràsia i molt més tard a Nord-amèrica a través de l'estret de Bering. Aquesta espècie de mamut vivia a les regions de bosc obert i de clima més benigne, on s'alimentava d'herba i de fulles. És l'avantpassat directe del mamut colombí i el mamut de les estepes. El mamut meridional tenia una grandària important i podia arribar a fer 4 metres d'altura i pesar unes 10 tones.